# Гаспар Ное
Гаспар Ное (на испански: Gaspar Noé, роден на 27 декември 1963 г.) е френски режисьор и сценарист. 

## Биография
Той е син на аржентинския художник и интелектуалец Луис Фелипе Ное (Luis Felipe Noé). Ное завършва колежа Луи Люмиер и е гост-лектор по филмови изкуства в
Европейския университет за интердисциплинарни науки (Europäische Universität für Interdisziplinäre Studien) в Зас-Фе, Швейцария. Известен е най-вече с трите си игрални филма „Сам срещу всички“ (I Stand Alone), „Необратимо“ и Enter the Void.

## Кариера
Филмите на Стенли Кубрик са един от източниците на вдъхновение за Ное и той от време на време прави препратки към тях в собствените си творби. Ное посочва в изданието на списание Sight & Sound от септември 2012 г., че след като гледа филма „2001: Космическа Одисея“ на седемгодишна възраст, животът му се променя, и че без това преживяване никога не би станал режисьор.
Ное посочва и филма на режисьора Gerald Karg – Angst, австрийски филм за сериен убиец от 1983 г., като значително свое вдъхновение.
В три от филмите на Ное присъства героят на безименен касапин, изигран от Филип Наон (Philippe Nahon): Carne, „Сам срещу всички“ и за много кратко в „Необратимо“.

## Избрана филмография
| година | филм             | оригинално заглавие | бележки |
| ------ | ---------------- | ------------------- | ------- |
| 1998   | Сам срещу всички | Seul contre tous    |         |
| 2002   | Необратимо       | Irréversible        |         |
| 2009   | В бездната       | Enter the Void      |         |
| 2015   | Любов            | Love                |         |
| 2018   | Климакс          | Climax              |         |
| 2019   |                  | Lux Æterna          |         |
| 2021   |                  | Vortex              |         |